# Otto Braune (Maler)
Otto Braune (* 1859 oder 1865 in Leipzig; † 1945 in Weimar) war ein Tier- und Landschaftsmaler und gehörte zur Weimarer Malerschule.

## Leben
Braune war Schüler von Albert Brendel. Stilistisch gehört er zum Impressionismus. Braune hatte seine Wohnung in der Schützengasse 2 in Weimar.

## Werke (Auswahl)
- Blick auf Legefeld, 1920
- Dorfwinkel im Frühling. Hetschburg, ca. 1920
- Frühlingsmorgen im Städtchen, 1930 (Motiv aus Mühlberg)
- Thüringer Flusslandschaft, um 1900[3]